# Interventie in Jemen (2015)
De interventie in Jemen is een offensief van negen Arabische staten tegen de Houthi-strijders in Jemen met de bedoeling om de macht van de Jemenitische president Abd Rabbuh Mansur Al-Hadi, die onder bedreiging was sinds de Jemenitische Burgeroorlog, te herstellen.

## Aanloop
Tijdens de Arabische Lente was er bij de protesten in Jemen een grote opstand gekomen tegen het corrupte regime van president Ali Abdullah Saleh. Tijdens deze revolutie werd de president afgezet. In 2012 werd Abd Rabbuh Mansur Al-Hadi de nieuwe president van Jemen na presidentsverkiezingen waar hij als enige aan mee mocht doen waardoor hij 99,80% van de stemmen kreeg, maar eisten de sjiitische Houthi's meer rechten op en kwamen er regelmatige gewapende conflicten. President Al-Hadi werd gedwongen te vluchten uit de hoofdstad en zette zijn regering verder in Aden. De burgeroorlog brak officieel uit toen op 19 maart 2015 een slag volgde om de macht in Aden.

## Interventie
Op 25 maart 2015 grepen de omringende Arabische landen in en begonnen ze met 'Operation Decisive Storm'. Daarbij zetten ze verschillende luchtaanvallen in tegen sjiitische doelwitten. Negen Arabische landen onder leiding van Saoudi-Arabië grepen in. Het eerste deel van de invasie duurde tot 21 april. Op 22 april begon een nieuwe fase - Operation Restoring Hope - waarbij ook grondtroepen ingrepen.
Er werden meer dan 100 vliegtuigen ingezet waarvan het grootste deel uit Saoudi-Arabië kwam. Ook namen er zo'n 135.000 grondtroepen deel aan het conflict.
De alliantie bestaat uit de volgende landen:
- Saoudi-Arabië: 100 vliegtuigen en 150.000 manschappen[1]
- Verenigde Arabische Emiraten: 30 vliegtuigen
- Bahrein: 15 vliegtuigen
- Koeweit: 15 vliegtuigen
- Qatar: 10 vliegtuigen
- Jordanië: 6 vliegtuigen
- Marokko: 6 vliegtuigen en één schip
- Soedan: vier vliegtuigen en 6000 manschappen
- Egypte: vier schepen en verschillende vliegtuigen

Tegenstanders zijn de sjiitische rebellen en oudgedienden van president Saleh. Hun totaal wordt geschat op 100.000 manschappen. Internationale tegenstanders zijn Iran en Rusland. Ook de Europese Unie en de Verenigde Naties hebben de interventie bekritiseerd.

## Verloop

### 25 maart
Dit vormt het begin van de interventie die er volgens de alliantie kwam op vraag van de Jemenitische president. Er worden bombardementen uitgevoerd door de Arabische coalitie rond middernacht. Verschillende doelwitten in de hoofdstad Sanaa en de militaire luchthaven worden aangevallen. Volgens de nieuwszender Al Arabiya zijn er verschillende munitieopslagplaatsen van de rebellen vernietigd. Er zouden 13 doden gevallen zijn.

### 28 maart
Het VN-personeel wordt geëvacueerd uit Sanaa.

### 29 maart
Bombardement op Sanaa en vooral de luchthaven. De laatste wordt niet meer bruikbaar na een zwaar bombardement door de alliantie.

### 31 maart
Minstens 35 doden na een luchtaanval. Doelwit was een controlepunt van de rebellen.

### 2 april
Zware gevechten rond de stad Aden. Ondanks de bombardementen rukken de rebellen toch op. Ook werden meer dan 300 gevangenen bevrijd.

### 4 april
De VN en het Rode Kruis vragen om een humanitaire pauze om hulp te kunnen bieden. Deze wordt ook toegezegd en op 5 april, maar ze bereikt amper de hoofdstad Aden waar de hulp het meest nodig is. Pas op 7 april komen de eerste hulpgoederen aan.

### 14 april
Hoewel de VS geen deel uitmaken van de interventie tegen de rebellen zijn ze wel actief in Jemen tegen Al Qaida. Daar schakelen hun drones de geestelijke leider van Al Qaida Ibrahim al-Rubaysh uit. Dezelfde dag komt er een resolutie uit de VN die wapenleveringen aan de rebellen verbiedt.

### 17 april
De VN eisen een staakt-het-vuren tussen de strijdende partijen omwille van de humanitaire ramp die zich dreigt te ontplooien.

### 21 april
Einde van Operatie "Beslissende Storm". De Saoudi's melden dat de Arabische coalitie haar militaire doelstellingen in Jemen behaald heeft. Er volgt officieel een einde aan de bombardementen. Volgens de Saudi's hebben de bombardementen hun doel bereikt, namelijk "het wegnemen van elke bedreiging voor Saudi-Arabië en andere landen in de regio". Er moest een nieuwe focus komen op "veiligheid, anti-terreurbeleid en een politieke oplossing".

### 22 april
Officieel begon nu een nieuwe fase "operatie hoop" en zou een einde komen aan de bombardementen. Toch vallen er nog geregeld bombardementen die talrijke doden opeisen.

### 3 mei
Saoedi-Arabië wordt door Human Rights Watch beschuldigd dat ze gebruikmaken van clusterbommen.

### 7 mei
Voorstel van Saoedi-Arabië om een wapenstilstand van vijf dagen in te lassen zodat er humanitaire hulp kan komen. Dit bestand kwam er naar aanleiding van een bezoek van John Kerry aan Jemen. De Jemenitische minister had ook al gevraagd om VN-veiligheidstroepen, maar daar is weinig enthousiasme voor. Ook Saoedi-Arabië heeft nog geen grondtroepen ingezet.

### 12 mei
Om 10 uur 's avonds is er uiteindelijk toch een wapenstilstand van vijf dagen ingegaan. Saoedi-Arabië is tot kort voor het ingaan van het bestand blijven bombarderen, maar heeft zich vervolgens gehouden aan de voorwaarden van het bestand. Door het bestand zou voedsel en brandstof de noodlijdende bevolking kunnen bereiken. De komst van een Iraans vrachtschip met hulpgoederen en artsen zorgde voor extra onrust.

### 13 mei
Al na 24 uur bleek dat de wapenstilstand op veel plaatsen niet werd nageleefd.

### 17 mei
Na afloop van het bestand hervatte Saoedi-Arabië de luchtaanvallen. Al na één uur na het verstrijken van het bestand bombardeerde de Arabische coalitie stellingen van de Houthi's. Volgens de VN was er te weinig tijd om de gehele bevolking van hulpgoederen te voorzien.

### 19 mei
Saoedi-Arabië bombardeerde onder andere de hoofdstad Sanaa, de havenstad Aden en voerde luchtaanvallen uit in de provincies Sa'dah, Lahij en Al Hudaydah. In Dhaleh kwamen minstens dertien mensen om. Als antwoord bestookten de Houthi's woonwijken met mortiergranaten. Daarbij vielen drie burgerdoden.

## Internationale reacties
- België: De Belgische minister van buitenlandse zaken Didier Reynders was vrij positief na de eerste interventies: "Ik denk dat het een heel goede zaak is om een regionale militaire actie te hebben. Het is erg belangrijk om een heel sterke reactie vanuit de Golflanden te hebben, en niet alleen van een internationale coalitie."[20]
- Iran, dat traditioneel een bondgenoot is van sjiitische minderheden, reageerde verbolgen: "De militaire operatie dreigt de toestand nog ingewikkelder te maken, waardoor de crisis dreigt uit te breiden en de kans op een vreedzame regeling in Jemen kleiner wordt", meldde een officiële woordvoerder. Iran zelf ontkent ook iets van steun te geven aan de rebellen, iets waarvan het door de Arabische coalitie werd beschuldigd.[21]
- VN-secretaris Ban Ki-moon reageerde eerder gematigd en bleef erbij dat onderhandelingen op lange termijn de enige oplossing zijn
- De VS en de Arabische liga steunden de interventie terwijl Rusland en de Europese Unie eerder negatief reageerden.[22]

## Doel
Officieel dient de oorlog om de veiligheid in het Arabische schiereiland te waarborgen, maar hoewel het een complexe oorlog is draait het vooral om een machtsstrijd tussen soennieten en sjiieten. De meeste Arabische landen uit de coalitie hebben een sjiitische minderheid en vrezen voor oproer onder deze bevolking. Een sjiitisch Jemen kan een bedreiging vormen voor hun eigen binnenlandse veiligheid. Ook willen ze de groeiende invloed van Iran terugdrijven.
De invasie vormt een nieuwe fase in de buitenlandse politiek van Saoudi-Arabië waarbij er veel assertiever wordt opgetreden. Doordat de VS minder bereid zijn tot militair ingrijpen in het Midden-Oosten treden de Arabische landen veel meer rechtstreeks op tegen bedreigingen.